# Staikî, Kaharlîk
Staikî (în ucraineană Стайки) este o comună în raionul Kaharlîk, regiunea Kiev, Ucraina, formată numai din satul de reședință. În secolul al XIX-lea, satul făcea parte din volostul Staikî, uezdul Kiev.

## Demografie
Componența lingvistică a comunei Staikî
     Ucraineană (95,05%)
     Rusă (4,58%)
     Alte limbi (0,1%)
Conform recensământului din 2001, majoritatea populației comunei Staikî era vorbitoare de ucraineană (95,05%), existând în minoritate și vorbitori de rusă (4,58%).

## Legături externe
- pl Stajki în Dicționarul geografic al Regatului Poloniei și al altor țări slave, volum XI (Sochaczew — Szlubowska Wola) 1890

- pl Stajki, gmina Stajki în Dicționarul geografic al Regatului Poloniei și al altor țări slave, volum XV, p. 2 (Januszpol — Wola Justowska)1902